# Szent András-bazilika (Komárom)

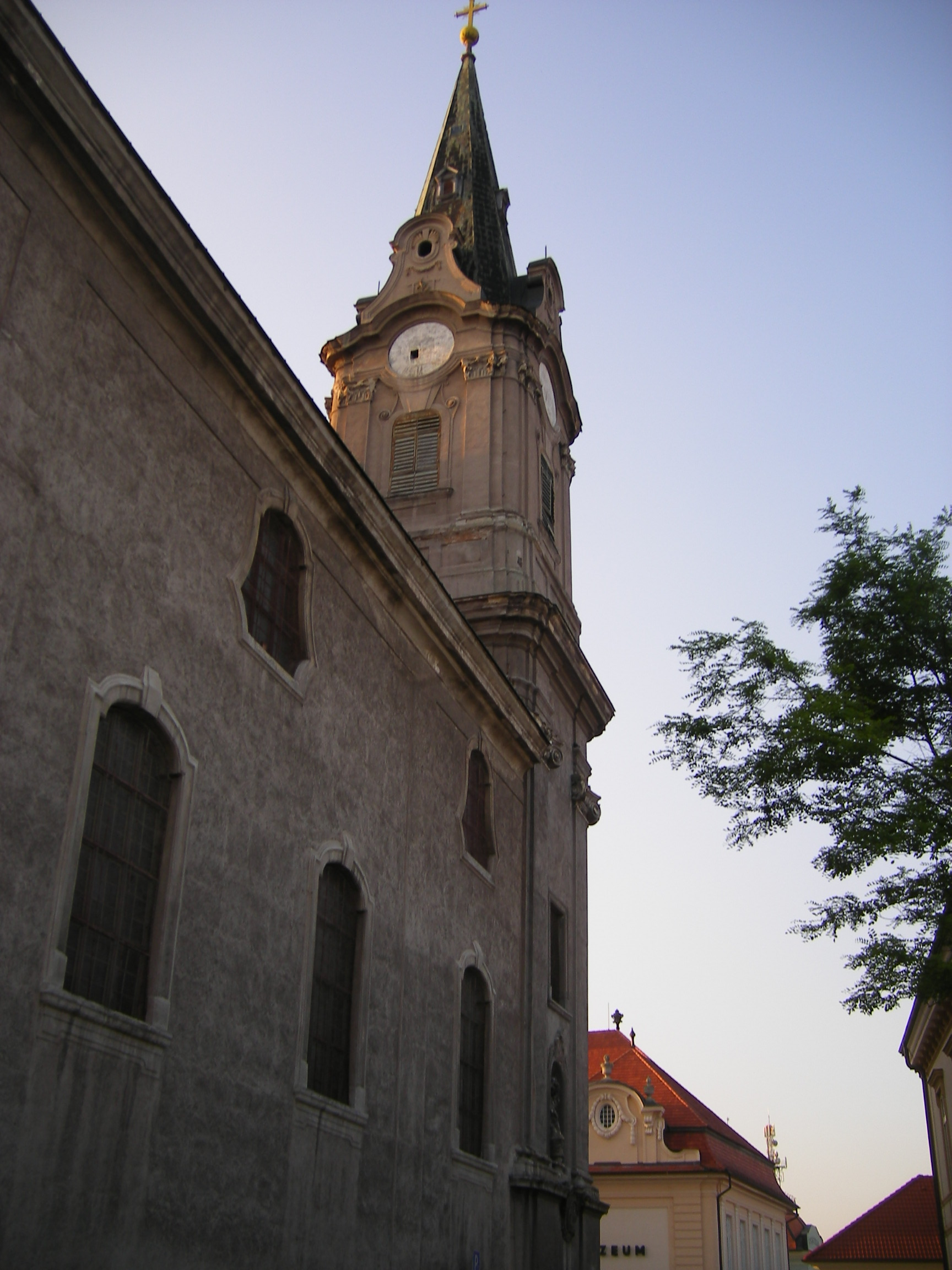
A templom jobb oldali tornya a Szent András utca felől nézve

A komáromi Szent András-bazilika a város legfontosabb temploma, a város egyik domináns épülete. A Nádor utcában található, a Duna Menti Múzeum épületével szemben. Mai formájában 1768-1771 között épült barokk stílusban.

## Története
Helyén az első templomot 1674-1677 között építették a jezsuiták, tornyán (mely egyben a város őrtornya is volt) Szent András apostol kétméteres vasszobrával. A templom körül temető volt. A gyorsan növekvő város számára szűknek bizonyult régi templom mellett 1723-1734 között új templomot emeltek, melyet szintén Szent Andrásról neveztek el. Építéséhez a lerombolt érsekújvári erőd anyagát is felhasználták. A rosszul megépített templom egy része azonban 1738. december 28-án összedőlt. A hagyomány szerint egy lovasszekér szaladt a templom repedező falának.
A jezsuiták vállalták a templom újjáépítését, cserébe a város a szomszédos telkeket nekik adományozta. Először a székházukat (1748-ban), majd a gimnáziumukat (1749-ben) építették fel. Az új templom alapkövét 1748. augusztus 3-án rakták le, 1756-ban készült el a templom. A barokk freskókat Franz Anton Maulbertsch készítette 1760-ban. A templomot 1763. június 28-án a nagy komáromi földrengés romba döntötte, de 1768-1771 között újjáépítették, alacsonyabb tornyokkal. A freskókat ezúttal Johann Lucas Kracker készítette. 1773-ban feloszlatták a jezsuita rendet, a templomot (a gimnáziummal és a rendházzal együtt) a pannonhalmi bencések kapták meg. Az 1783-as újabb földrengés után a komáromiak kérésére minden nap délután három órakor meghúzták a templom nagyharangját az égiek kiengesztelésére. Ez a hagyomány napjainkig fennmaradt.
1848. szeptember 17-én a nagy tűzvészben a templom (a rendházzal és a gimnáziummal együtt) leégett. Közadakozásból újították fel, 1860. október 28-án szentelte újjá Scitovszky János esztergomi érsek. A tornyok csonkák maradtak, a ma is látható karcsú tetőzetet 1896-ban emeltette Majláth Gusztáv Károly plébános. A templom harangjait az első világháborúban rekvirálták. 1924. július 13-án Majer Imre plébános szentelte fel az új harangokat, melyek 90000 koronába kerültek. Az egyik harang 20000 koronás költségét saját maga állta.
A templom a második világháborúban több gránáttalálatot kapott, a tetőzet sérült, valamint kitört a festett ablakok egy része. Az 1970-es években műemlék épületként állami támogatással felújították. A templom híres jó akusztikájáról, gyakran tartanak itt orgonaversenyeket.
Egyik oldalkápolnájában áll az első világháborúban elesett katolikusok emlékműve 1931-ből, Berecz Gyula alkotása. A második világháborúig a templomból indult az úrnapi körmenet (komáromi nevén prosecció), melyben felvonultak a város céheinek, ipartársulatainak tagjai zászlóikkal (melyeket szintén a templomban őriztek). A menetben az első világháborúig a várbeli katonaság díszszakasza és a katonazenekar is részt vett. A templom keleti falán látható Szent Flórián szobra és a város címere.
2013-ban a templom homlokzata és egyik tornya került felújításra. 2018. április 22-én, a 29. Komáromi Imanap főpapi szentmiséjén kihirdették, hogy elnyerte basilica minor címet.

## Képtár

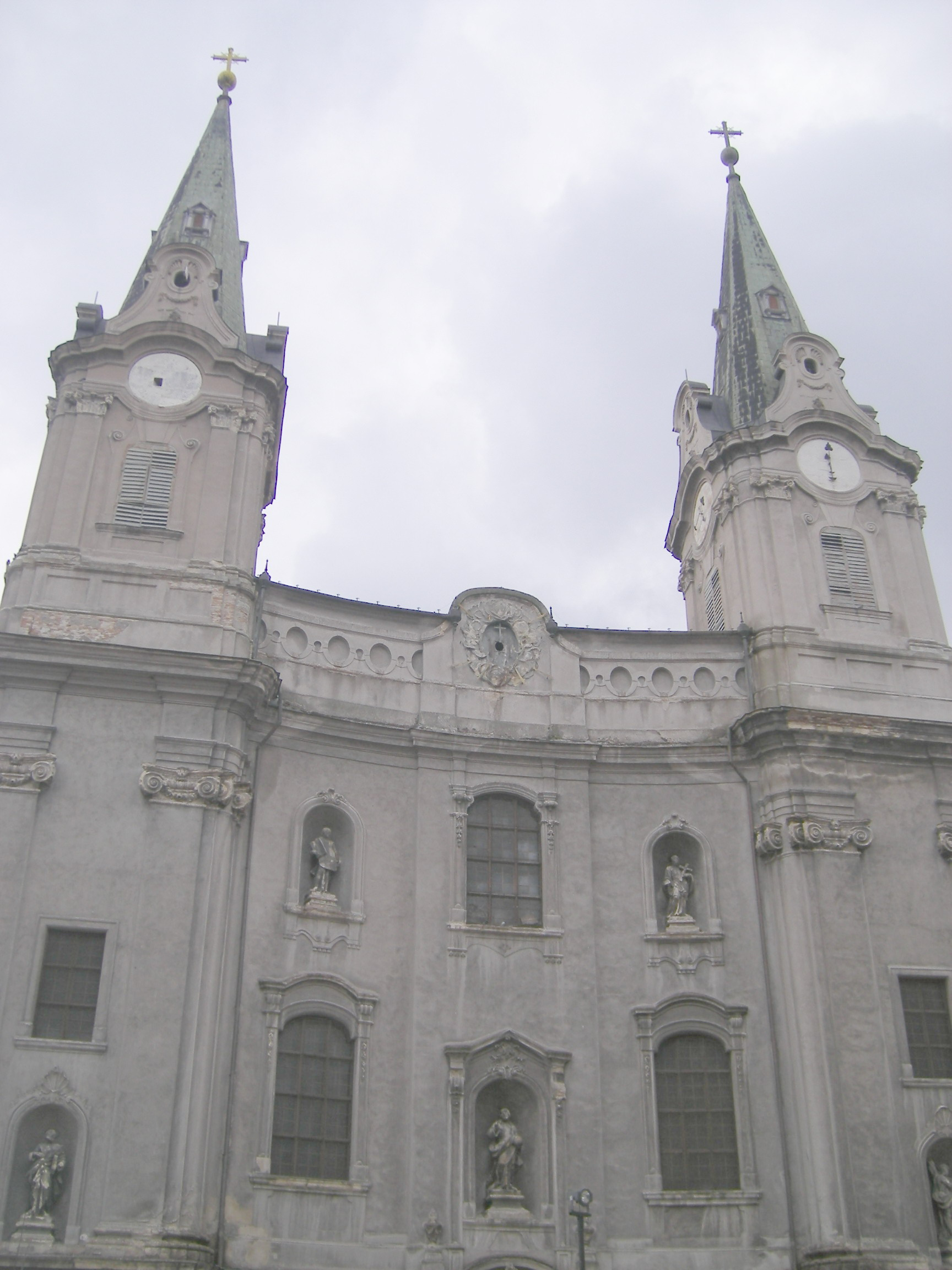
A templom homlokzata
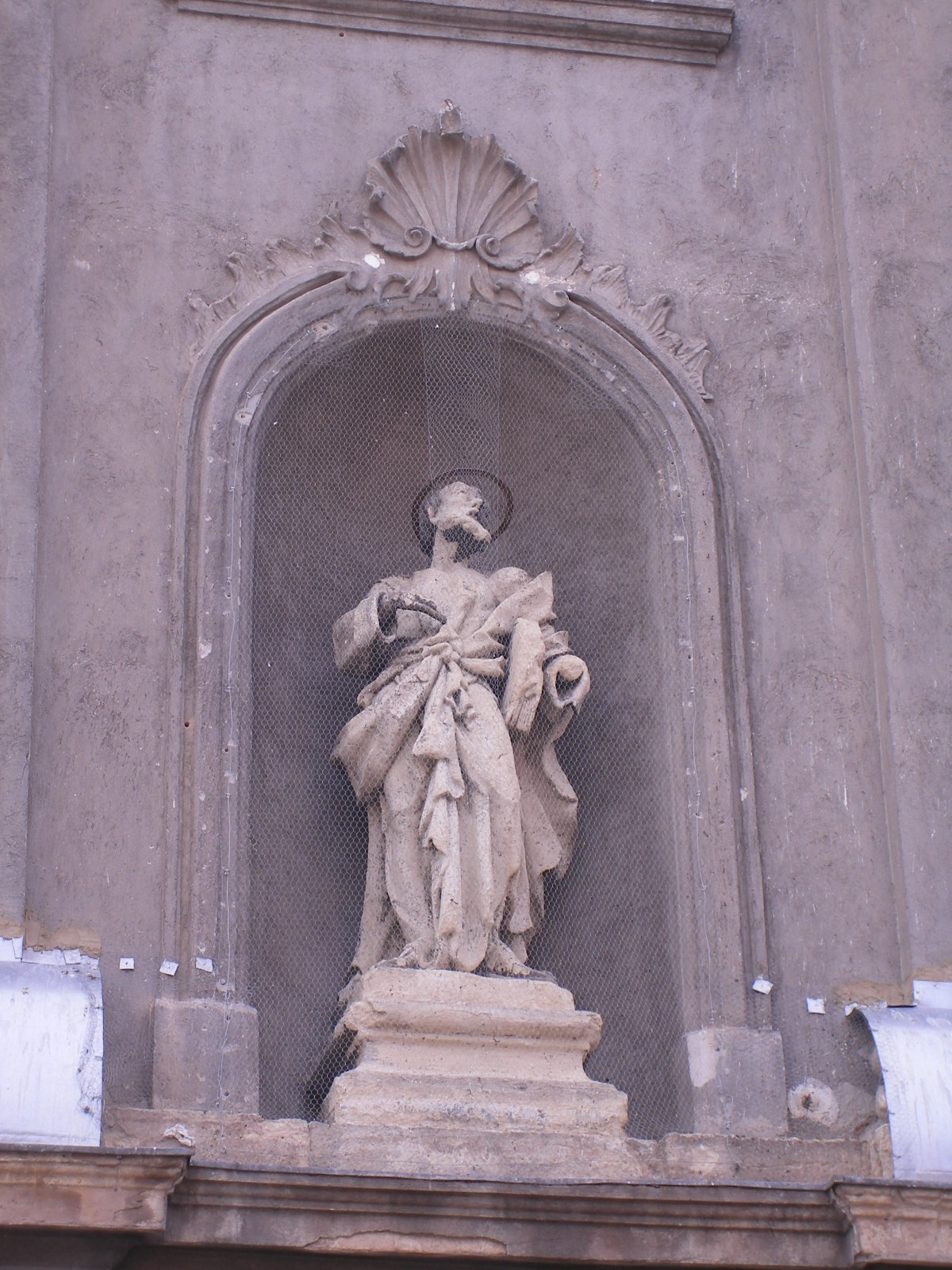
Homlokzat - részlet
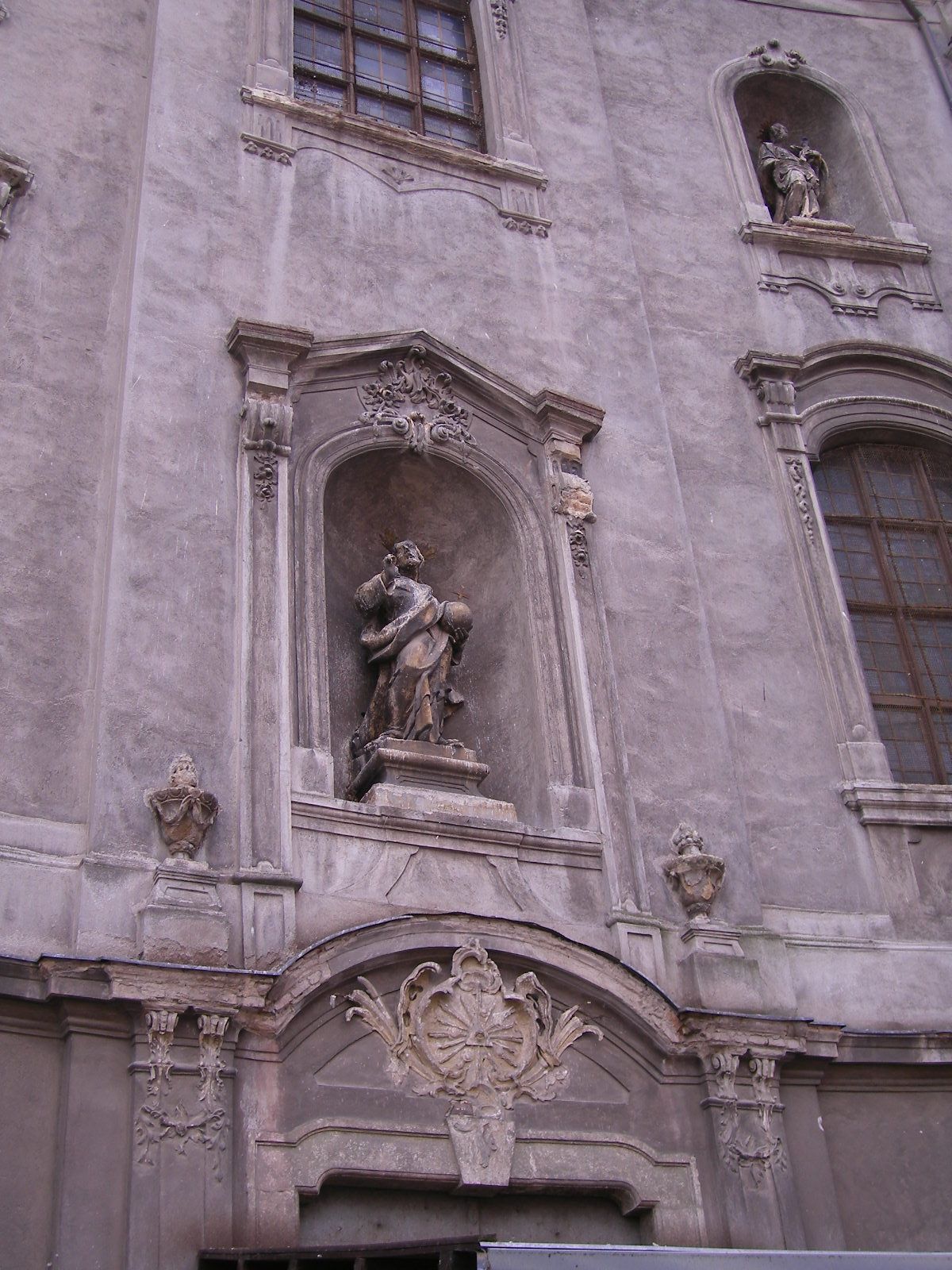
Homlokzat - részlet
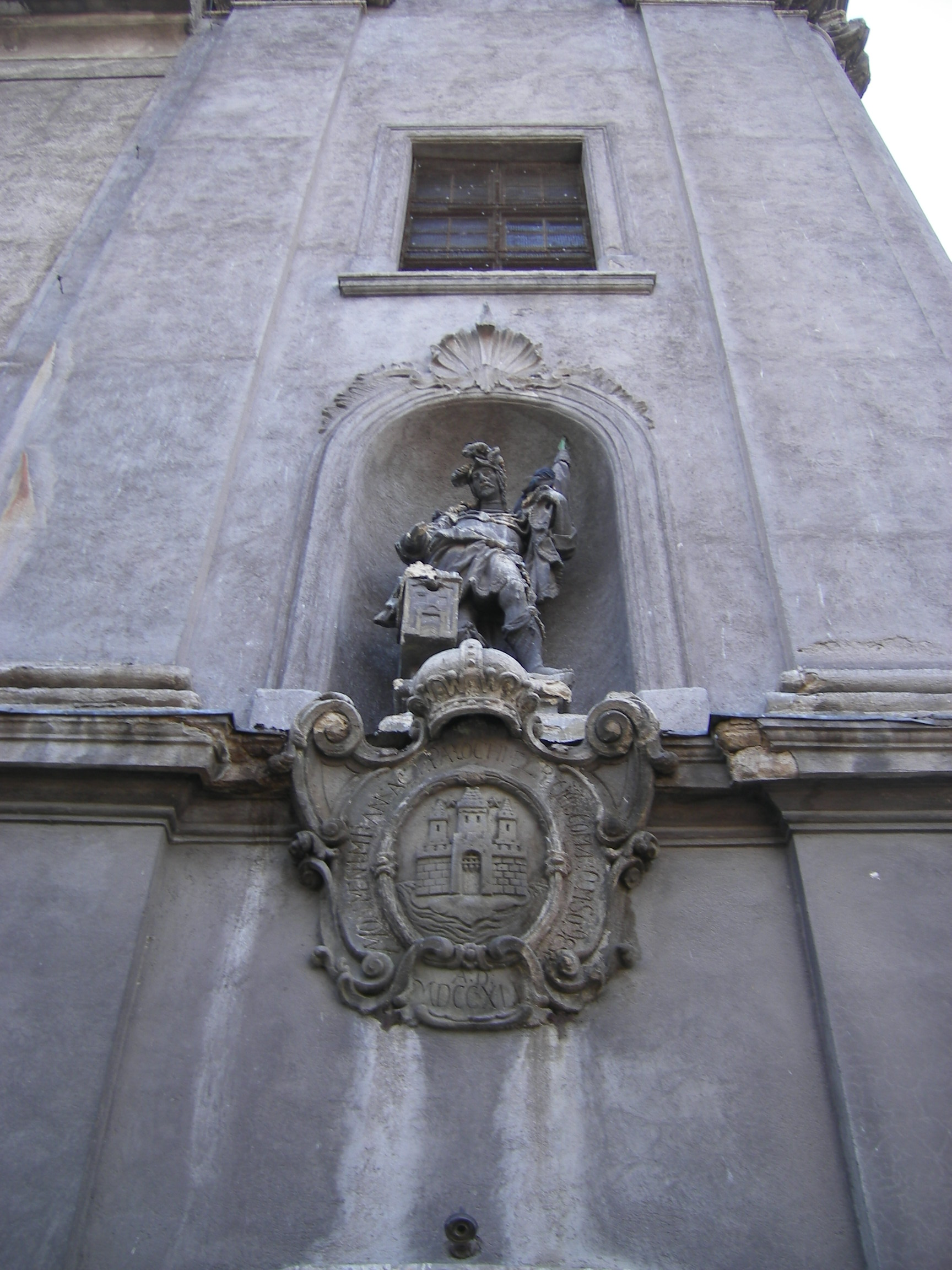
Szent Flórián szobra
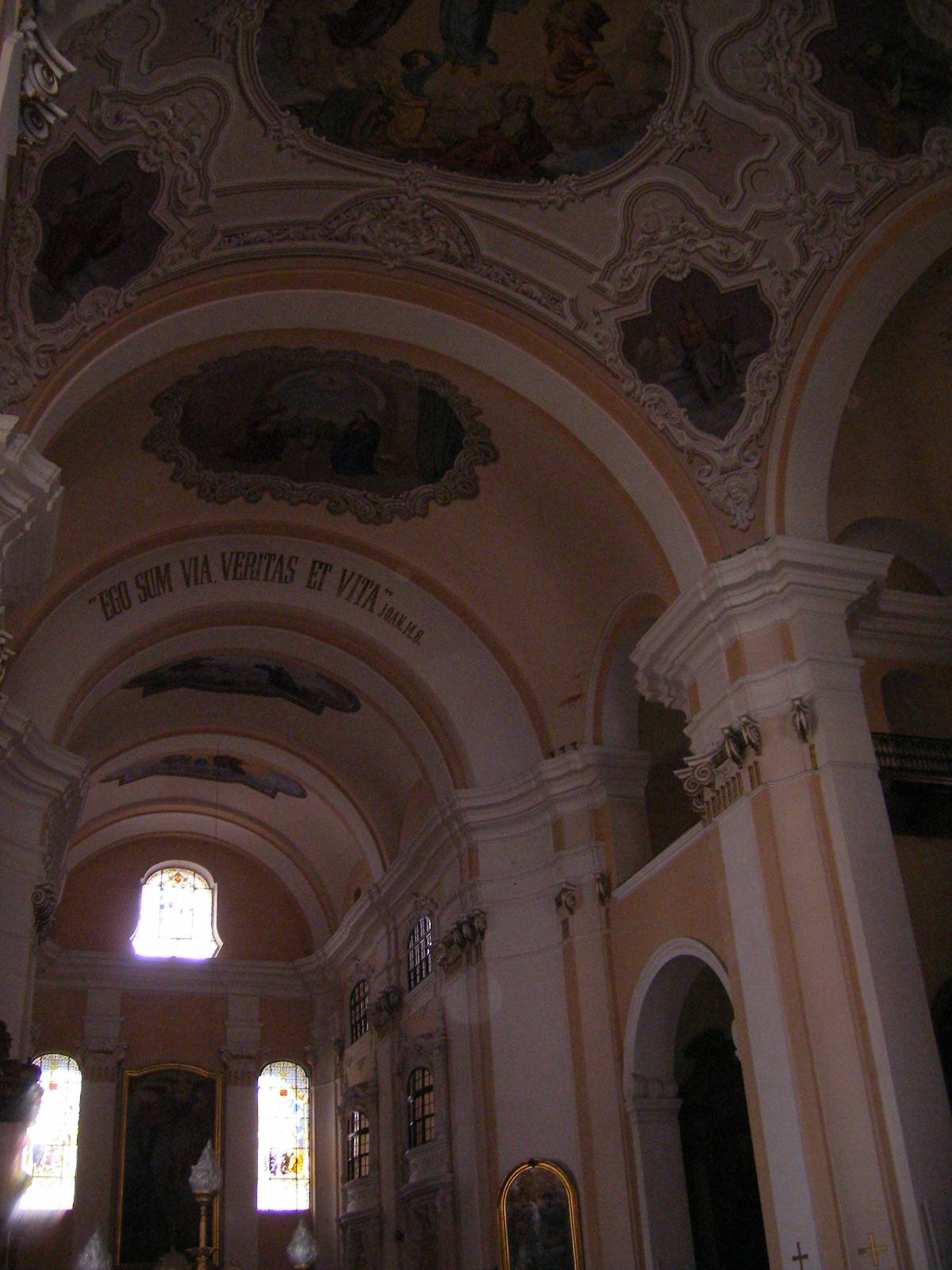
A templom belső tere
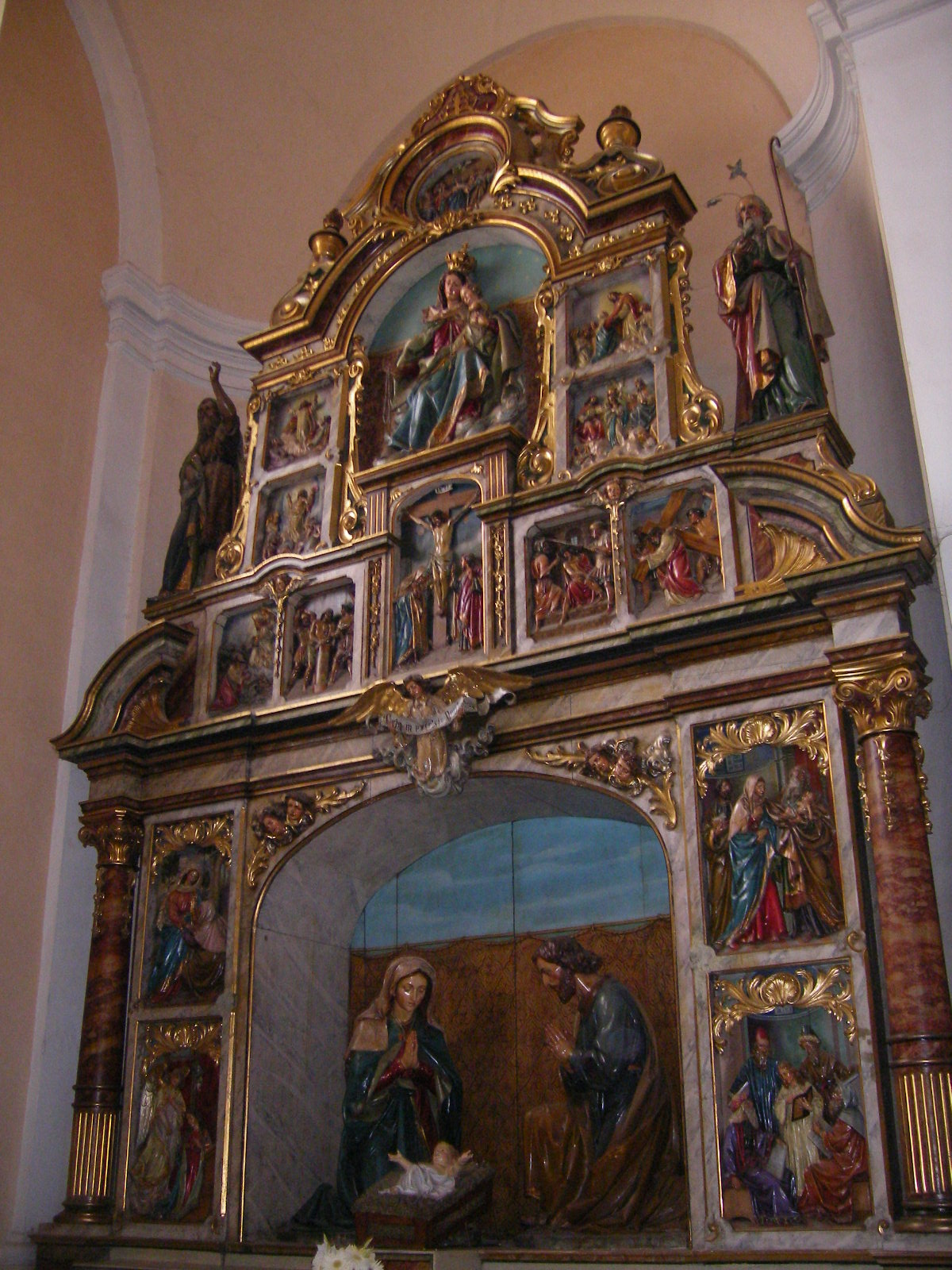
Mellékoltár
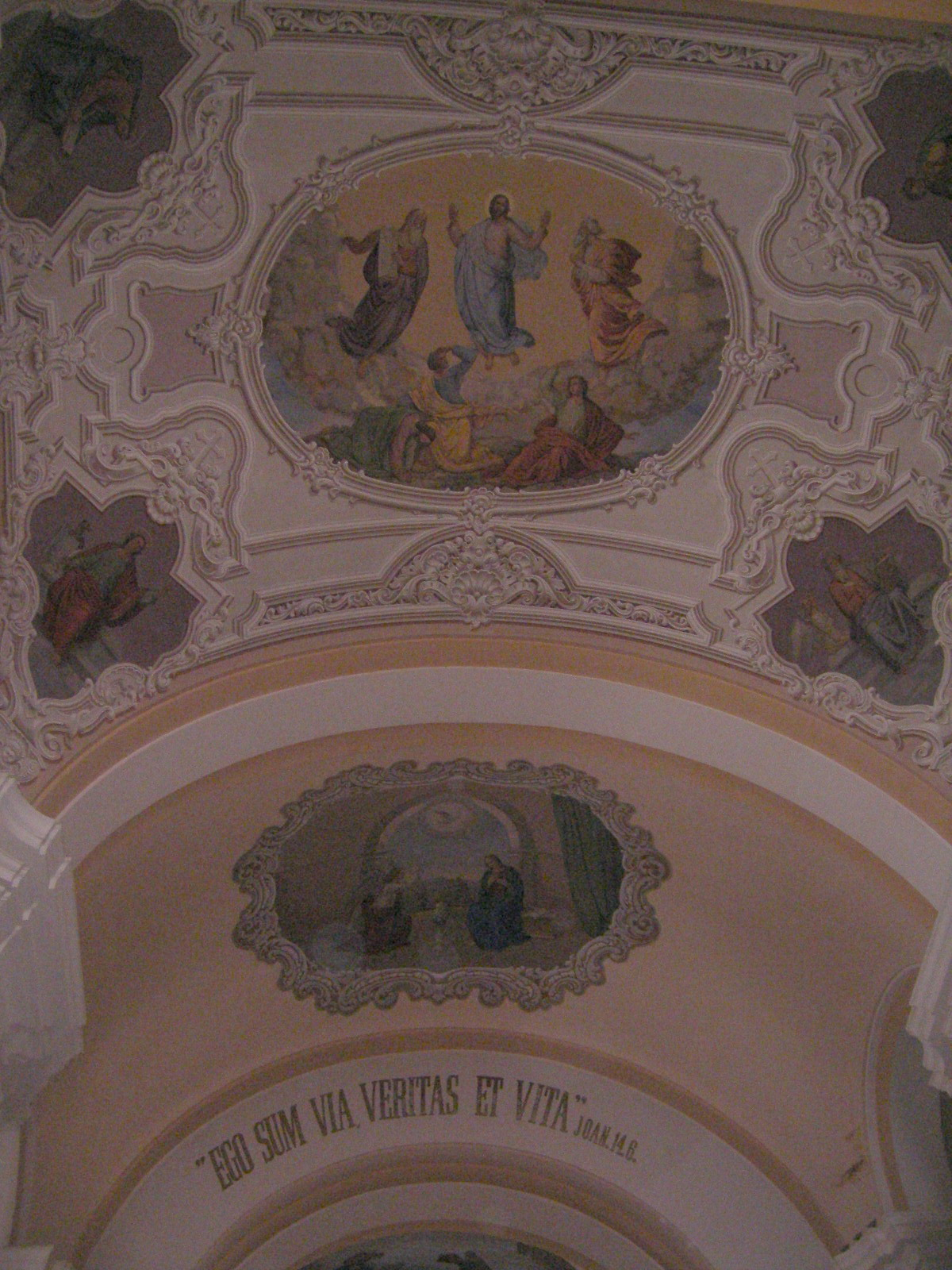
Mennyezeti freskó
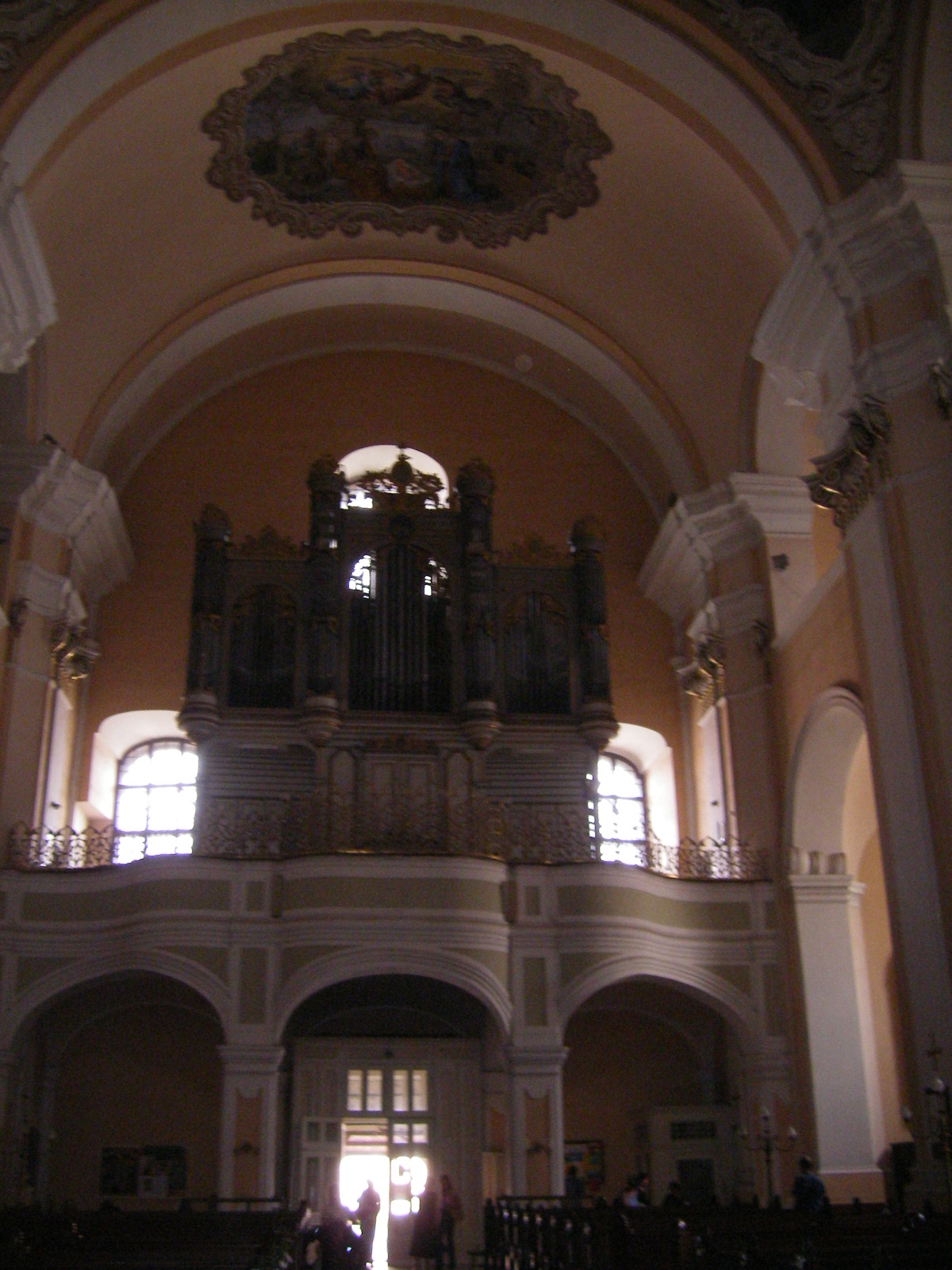
Orgona

## Kiállítás
- Archeologický výskum pri kostole Svätého Ondreja v Komárne (Zichy-palota 2009. október - 2010. február)

## Külső hivatkozások
- Magyar Jezsuita Portál